# シリア海兵隊
2016年2月、シリア海兵隊はシリア政府軍と一緒にラタキア攻勢に参加した。
2016年3月、パルミラの戦いにラタキア県北部から多数のシリア海兵隊の部隊が投入された。
2016年11月25日、「勝利の夜明け作戦」に参加するためにSSNPとシリア海兵隊の数部隊がアレッポ市に到着した。それらのほとんどは、ラタキア県から再配置された。
2017年2月23日、 al-Masdar Newsは正規軍に徴兵されるのを避けるために、900人以上のシリア海兵隊のメンバーが軍事安全保障シールド軍に加わったと報じた。